# Отряд 2039
Отряд 2039 (Börü 2039: Волк 2039) — турецкий фантастический мини-сериал, вышедший в 2021 году. Режиссеры: Ахмет Аталай, Джан Эмре. Сериал состоит из 6 серий.

## Сюжет
Недалекое будущее. В Турции правит женщина-президент, а между Китаем и США назревает Третья мировая война. На этом фоне на главу элитного спецподразделения «Волки» (Börü) Кемаля Боратова совершают покушение загадочные террористы с шевроном, на котором изображен витрувианский человек. Террористы практически неуязвимы, они неожиданно появляются из ниоткуда и также внезапно исчезают. Операция по ликвидации главы спецподразделения проваливается, а на мосту в Стамбуле, где совершается покушение, гибнет большое количество людей. В процессе расследования оказывается, что террористы во главе с Туфаном появляются из будущего и пытаются предотвратить некую техногенную катастрофу, связанную с бесконтрольным применением искусственного интеллекта. Однако и глава спецподразделения «Волки» хранит немало тайн. Ему помогает искусственный интеллект, высокотехнологичные бойцы и подсказки из будущего от некого Красного Посла.

## В ролях
- Мурат Аркын — Кемаль Боратов.
- Туба Сунгуролу — Томрис.
- Доан Байрактар — Коркут.
- Ахмет Пинар — «Барбаросса».
- Эмир Бендерлиоглу — Туран.
- Дениз Угур — президент Турции, госпожа Эрк.